# Tadeusz Ślaski

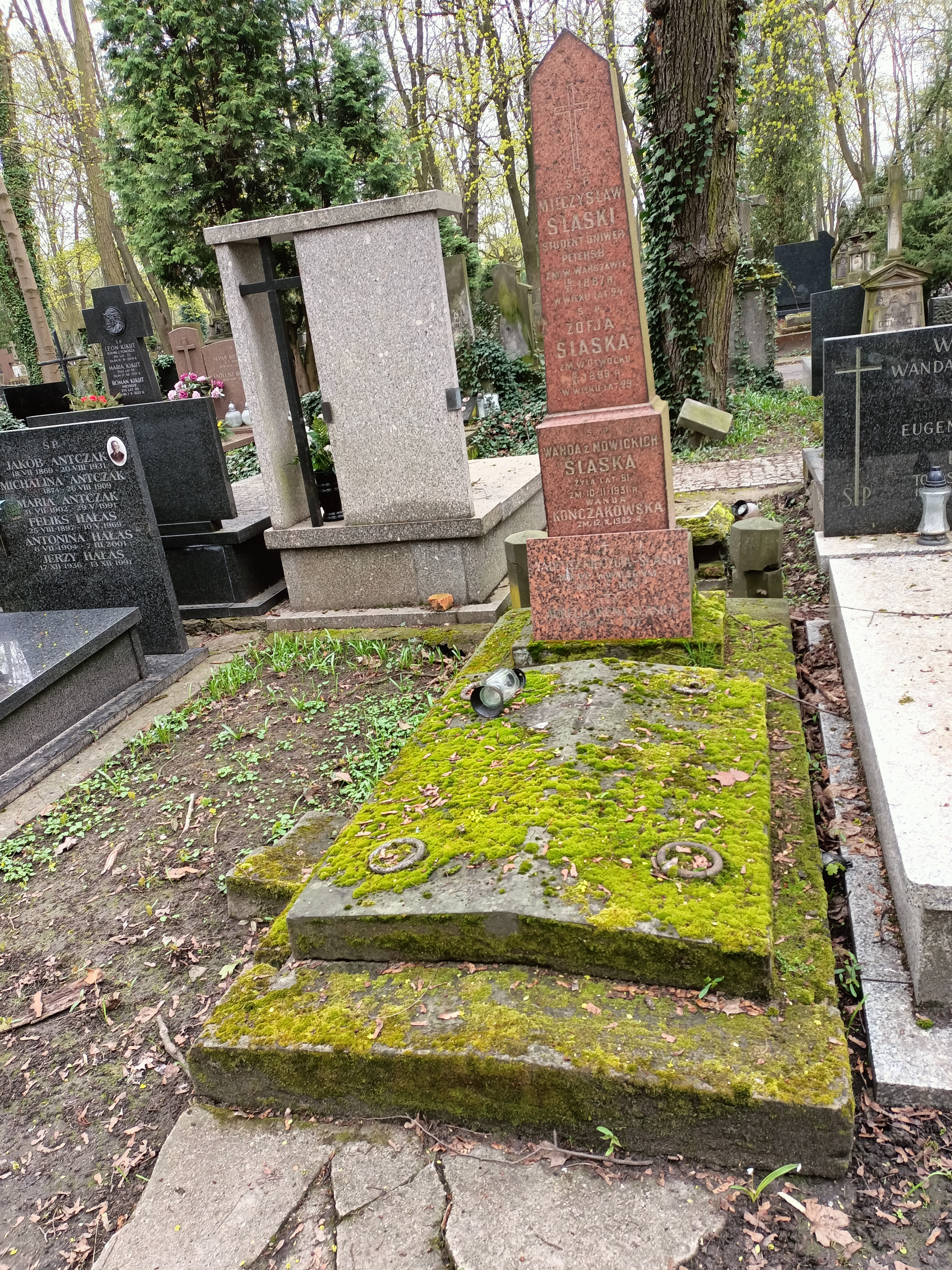
Grób Tadeusza Ślaskiego na cmentarzu powązkowskim w Warszawie

Tadeusz Ślaski, także Nieczuja-Ślaski (ur. 31 sierpnia 1894 w Warszawie, zm. 12 września 1966 tamże) – major Wojska Polskiego, działacz niepodległościowy, kawaler Orderu Virtuti Militari, urzędnik, tłumacz przysięgły.

## Życiorys
Urodził się 31 sierpnia 1894 w Warszawie, ówczesnej stolicy Królestwa Polskiego, w rodzinie Władysława (1869–1931) i Natalii ze Śniechowskich (1874–1967). Kształcił się w Szwajcarii, gdzie w 1912 zdał maturę z odznaczeniem. W czasie wolnym od nauki pracował honorowo w Muzeum Narodowym Polskim w Rapperswilu. Następnie rozpoczął studia w Akademii Handlowej w Antwerpii. W 1914, po wybuchu I wojny światowej, wrócił do Warszawy. W 1915 przebywając na wakacjach na Ukrainie, wstąpił do armii rosyjskiej. W tym samym roku przeniósł się do Legionu Puławskiego, który następnie rozwinął się w Brygadę Strzelców Polskich, a później w Dywizję Strzelców Polskich. W czasie walk z Niemcami w 1915 i 1916 był dwa razy ranny. Przez cały czas ukrywał swoje wykształcenie w obawie, że zostanie przymusowo skierowany do rosyjskiej szkoły oficerskiej, a po jej ukończeniu pozbawiony możliwości powrotu do polskiej formacji wojskowej. Od 27 września 1917 służył w I Korpusie Polskim w Rosji. Walczył w szeregach 6 pułku strzelców polskich. Wyróżnił się 19 lutego 1918 w bitwie pod Osipowiczami, w trakcie której został ranny po raz trzeci. 12 sierpnia 1921 kapitan Wiktor Oleszczuk we wniosku na odznaczenie Orderem Virtuti Militari napisał:

kapral (młodszy podoficer) Tadeusz Ślaski w dniu 19 lutego 1918, w bitwie pod Osipowiczami, dowodząc sekcją 1. kompanii 6 pułku strzelców, otrzymał rozkaz zdobycia domu, w którym bolszewicy ufortyfikowali się i prowadząc silny ogień z karabinów ręcznych i maszynowych dziesiątkowali flankowym ogniem nasze oddziały nacierające na stację. Kapral Ślaski pierwszy rzucił się na czele swej sekcji do ataku i wyłamawszy drzwi wpadł do wnętrza domu, gdzie rzucił granat ręczny i korzystając z zamieszania, z zimną krwią chwycił karabin maszynowy i skierował takowy na bolszewików, będących w liczbie 25-u, i zmuszając ich do poddania się.

Po rozwiązaniu I Korpusu wrócił do Warszawy i włączył się w działalność konspiracyjną. 14 lipca 1920 podczas obrony Wilna został ciężko ranny w głowę. Od 20 listopada 1918 do 14 czerwca 1919 był uczniem klasy „H” (klasy 11.) Szkoły Podchorążych w Warszawie. 15 sierpnia 1919 został mianowany z dniem 1 lipca 1919 podporucznikiem w piechocie i przydzielony do Adiutantury Ministra Spraw Wojskowych. Wiosną 1920 został wysłany na front przeciwko bolszewikom. Po wyleczeniu został przydzielony do Naczelnego Dowództwa WP, w którym pełnił służbę kuriera dyplomatycznego. Od 1 czerwca 1921 jego oddziałem macierzystym był 8 pułk piechoty Legionów.
Po zakończeniu prac w Biurze Likwidacyjnym ND WP został przydzielony do Misji Wojskowej Francuskiej (Grupa nr 2), a później Oddziału III Sztabu Generalnego w charakterze tłumacza. 3 maja 1922 został zweryfikowany w stopniu porucznika ze starszeństwem od 1 czerwca 1919 i 2159. lokatą w korpusie oficerów piechoty, a jego oddziałem macierzystym był nadal 8 pp Leg. W 1924 został przeniesiony do 28 pułku strzelców kaniowskich w Łodzi. Na początku 1925, na własną prośbę, został przeniesiony do rezerwy. W 1934, jako oficer rezerwy pozostawał w ewidencji Powiatowej Komendy Uzupełnień Warszawa Miasto III. Posiadał przydział do 3 batalionu strzelców w Rembertowie.
Po zwolnieniu ze służby wojskowej do 1931 prowadził interesy swojego ojca. W 1933 był zatrudniony w Centralnej Organizacji Mechanizacji Pracy przy Wydziale Spraw Ogólnych Magistratu m. st. Warszawy, w charakterze urzędnika tzw. dniówkowego. Był między innymi członkiem zwykłym Związku Oficerów Rezerwy RP. Wiosną 1935 pozostawał bez pracy, utrzymując siebie i rodzinę z zapomóg udzielanych mu przez brata. Mieszkał w Miedzeszynie przy ul. Głównej 4 (poczta Falenica). W lipcu tego roku został zatrudniony w Dyrekcji Okręgowej Kolei Państwowych w Warszawie, w charakterze urzędnika kontraktowego. W październiku 1938 nadal pracował w Wydziale Handlowo-Taryfowym DOKP Warszawa.
W czasie okupacji niemieckiej pełnił służbę w Polskiej Armii Ludowej w Falenicy, w randze kapitana. W latach 1944–1947 był więźniem sowieckich łagrów, w tym więźniem specłagru nr 178/179 Riazań-Diagilewo. Awansował na majora. Zmarł 12 września 1966 w Warszawie i został pochowany na cmentarzu Powązkowskim.
W 1925 ożenił się z Aurelią Ireną (1894–1977), z którą miał syna Jerzego (1926–2002), dziennikarza oraz dwie córki: Irenę (ur. 27 lipca 1927) i Wandę (ur. 3 maja 1930).

## Ordery i odznaczenia
- Krzyż Srebrny Orderu Wojskowego Virtuti Militari nr 6851[1][27] – 10 maja 1922[28]
- Krzyż Walecznych[18]
- Amarantowa wstążka – 14 lutego 1918[29]
- Medal Niepodległości – 9 października 1933 „za pracę w dziele odzyskania niepodległości”[30][31][32]
- Medal Pamiątkowy za Wojnę 1918–1921[18]
- Medal Dziesięciolecia Odzyskanej Niepodległości[18]
- Medal Zwycięstwa[18]

odznaki
- Odznaka za Rany i Kontuzje z trzema gwiazdkami[33]
- Odznaka pamiątkowa I Korpusu Polskiego w Rosji[18]
- Odznaka pamiątkowa Legionu Puławskiego[18]
- Odznaka pamiątkowa I Brygady Wojsk Polskich 1917–1918 „USQUE AD FINEM”[18]
- Odznaka pamiątkowa Naczelnego Dowództwa Wojsk Polskich[18]
- Gwiazda Górnośląska[18]